# Дуглас, Сара
Са́ра Ду́глас (англ. Sarah Douglas; род. 12 декабря 1952, Стратфорд-на-Эйвоне, Уорикшир, Англия) — английская актриса. Наиболее известна ролями демонических правительниц и колдуний.

## Биография
Будущая актриса родилась в шекспировском городе Стратфорд-на-Эйвоне, Уорикшир в семье физиотерапевта Берил Дуглас и пилота Эдварда Дугласа, член Королевских ВВС. Обучалась сперва в Алстерской гимназии, затем в Роуз Бруфорд колледже, которую совмещала с работой в Национальном молодёжном театре.
Начала сниматься в фильмах и телепостановках в 1973 году. Однако первая значимая роль появилась у Сары только в 1978 (криптонка Урса в фильме Супермен и Супермен 2). В 1984 году она сыграла злую королеву Тарамис в фэнтезийном фильме Конан-разрушитель. В 1983—1985 года актриса участвовала в создании мыльной оперы Фэлкон Крест. В дальнейшем актриса неоднократно снималась в фантастических, фэнтезийных фильмах и телесериалах.
В 2003 году, актриса вернулась в Великобританию, где начала сотрудничать с BBC, принимая участие в создании радиоспектаклей.
С 1981 года по 1984 года Сара Дуглас была замужем за американским актёром Ричардом ЛеПарментьером.

## Избранная фильмография
- 1980 — Супермен — Урса
- 1980 — Супермен 2 — Урса
- 1980 — Фэлкон Крест — Памела Линч
- 1984 — Конан-разрушитель — королева Тарамис
- 1988 — Сумерки — Роа
- 1989 — Возвращение болотной твари — доктор Лана Цурелл
- 1990 — Повелитель зверей 2 — Лиранна
- 1991 — Повелитель кукол 3: Месть Тулона — Эльза Тулон
- 1993 — Возвращение живых мертвецов 3 — подполковник Синклер
- 1994 — Несущая смерть (Вавилон-5) — Джа’дур
- 1996 — К концу времён — Карнисса
- 1997 — Психушка — доктор Эмили Хилл
- 1997 — Звёздные врата: SG-1 — Гершоу Белот
- 1998 — Проклятое ущелье — Даника
- 1999 — Бэтмен будущего — Королева
- 2000 — Врачи[англ.] — Стейси Морган
- 2007 — Грифон — королева Кассандра Дельфийская
- 2010 — Город ведьм — Красная Королева
- 2017 — Принц на Рождество — миссис Аверилл